# Mestrino
Mestrino (velenceiül Mestrin) település Olaszországban, Veneto régióban, Padova megyében. Lakosainak száma 11 728 fő (2023. január 1.). Mestrino Grisignano di Zocco, Rubano, Veggiano, Villafranca Padovana, Campodoro és Saccolongo községekkel határos.

## Népesség
A település lakossága az elmúlt években az alábbi módon változott:
| Lakosok száma | 11 425 | 11 502 | 11 728 |
|               | 2017   | 2018   | 2023   |